# Georg Heine (Maler)

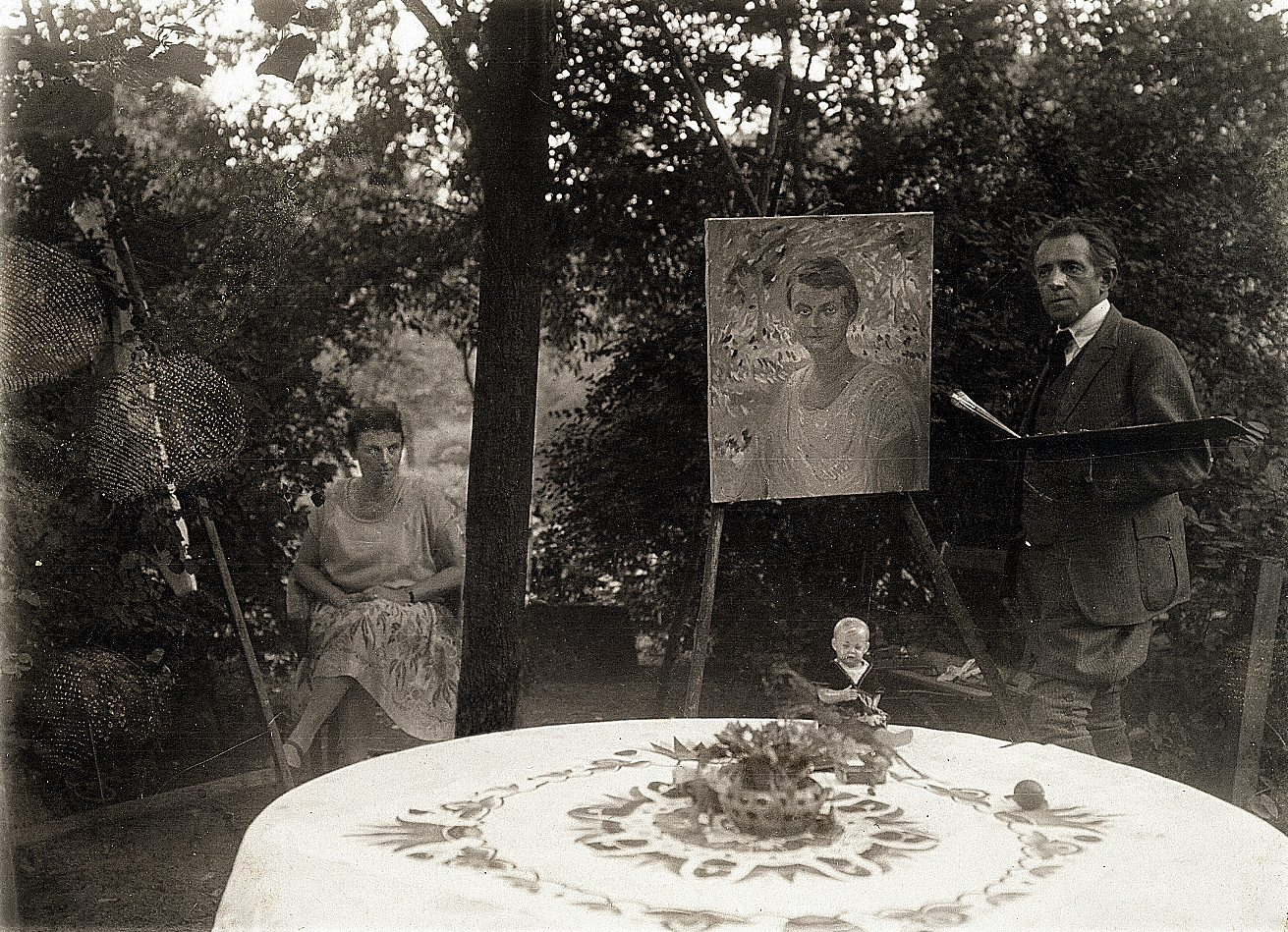
Georg Heine malt Elisabeth, um 1925

Georg Heine (sorbisch Jurij Hajna; * 11. September 1877 in Bautzen; † 6. September 1952 ebenda) war ein deutscher Maler in der Lausitz.

## Leben und Werk
Georg Heine war der Sohn des Zigarrenfabrikanten August Heine aus Königswartha und dessen Frau Anna und wurde im in Bautzen legendären „Hexenhaus“ geboren. Die Familie zog jedoch erst etwa 1907 nach Bautzen. Von 1892 bis 1900 erhielt Heine in der Großdruckerei Gebrüder Weigang in Bautzen eine Ausbildung zum Lithografen. Von 1900 bis 1903 nahm er Unterricht in der Königlich Preußischen Zeichenakademie Hanau. Von 1903 bis 1906 studierte er in Dresden bei Ermenegildo Antonio Donadini an der Kunstgewerbeschule und von 1906 bis 1914 bei Robert Sterl, Carl Bantzer, Oskar Zwintscher und Hermann Prell an der Akademie für Bildende Künste.  Bei Prell war er Meisterschüler.

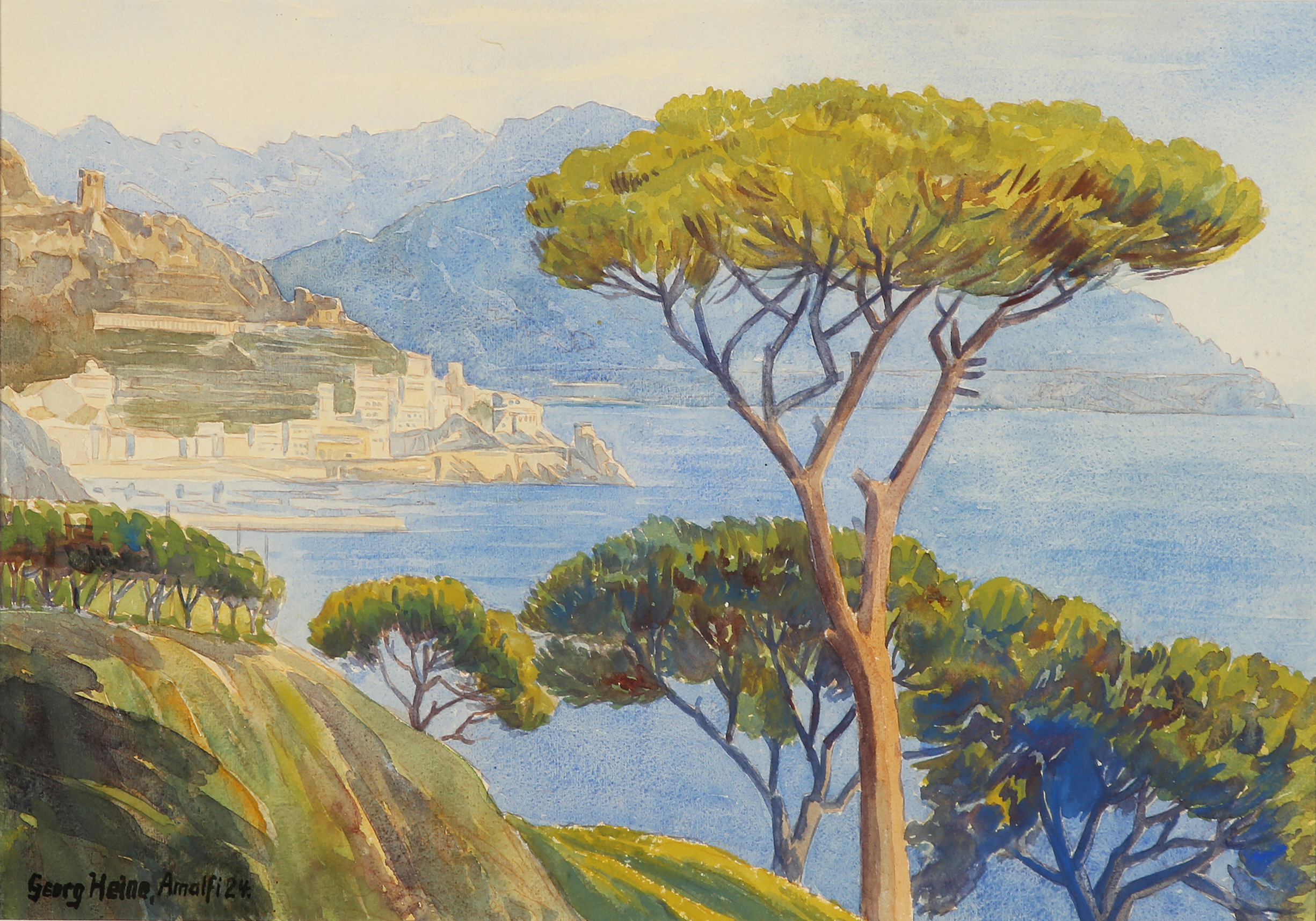
Georg Heine: Blick auf die Amalfiküste, 1924

Während des Ersten Weltkriegs betätigte er sich von 1914 bis 1918 an der Ostfront als „Kriegsmaler“. Nach Kriegsende ging er zurück nach Bautzen und lebte bei seinen Eltern in deren Haus in der Schäfferstraße 34 und arbeitete als Künstler. Er war Mitglied des Lausitzer Künstlerbunds und gründete 1923 mit Měrćin Nowak-Njechorński, Hanka Krawcec (1901–1990) und Fryco Latk mit der „Vereinigung sorbischer Künstler“ (Zjednoćenstwo serbskich wuměłcow) den ersten sorbischen Kunstverein und wurde Mitglied des „Lausitzer Künstlerbundes“. In Bautzen hatte er u. a. Kontakt mit Mina Witkojc, die er 1923 auch porträtierte. 1924 reiste Heine mit einem Stipendium der Dresdener Akademie nach Italien. Dort entstanden vor allem Landschaftsbilder, aber auch Porträts, darunter das von Papst Pius XI. Das Bild hängt in der vatikanischen Galerie der Päpste in der Basilika St. Paul vor den Mauern. 1927 heiratete Heine Bernardina, die Witwe des päpstlichen Leibarztes. Sie zogen nach Spoleto, wo 1937 die Tochter Faustina geboren wurde. Ab 1927 hielt Heine sich wieder in Bautzen auf, wohin ihm seine Frau und Tochter 1941 folgten. 1933 veröffentlichte Heine anlässlich der Tausendjahrfeier Bautzens im Selbstverlag eine Postkartenserie mit Bautzener Motiven.  
In der Zeit des Nationalsozialismus war Heine obligatorisch Mitglied der Reichskammer der bildenden Künste. Es ist jedoch seine Teilnahme an nur einer Ausstellung sicher belegt.
Ab 1948 war Heine Mitglied des neugegründeten Arbeitskreises „Sorbische Bildende Künstler“ (Koło serbskich tworjacych wuměłcow). Zu den Künstlern, zu denen er freundschaftliche Beziehungen unterhielt, gehörte u. a. Friedrich Krause-Osten.
Nach dem Tod Heines ging seine Witwe Bernardina Heine mit der Tochter zurück nach Spoleto.
Die Grabstätte Heines befindet sich auf dem Bautzener Taucherfriedhof.

## Ehrungen
- 1908 Große bronzene Medaille und Ehrendekret der Dresdner Kunstgewerbe-Akademie
- 1914 Große silberne Medaille der Staatlichen Kunstakademie Dresden
- 1931 Große bronzene Medaille und Ehrendiplom der Stadt Orvieto

## Rezeption
„Was Heine ausmacht, sind die Eleganz, die hellen Farben, das italienische Licht.“ (Christina Kliem, Kuratorin am Wendischen Museum Cottbus)

## Werke (Auswahl)
- Koreni, Soldatenfriedhof (um 1918, Lithografie)[4]
- Männlicher Halbakt (um 1918, Öl)[2]
- Kirche mit Friedhof in Pohla bei Bautzen (nach 1918, Öl)[2]
- Spreewaldlandschaft (1923, Tafelbild; Wendisches Museum Cottbus)
- Via Appia Rom (1927, Aquarell)[2]
- Porträt von Dr. Fritz Heine mit Totenkopf (1932, Öl auf Pappe, 77 × 68 cm; Wilhelm-Fabry-Museum)[5]
- Ansicht Bautzen von der „Hummel“ (1938, Öl)[2]
- Stillleben (1948, Aquarell)[2]

## Ausstellungen (unvollständig)

### Einzelausstellungen
- 1919 Bautzen, Stadtmuseum (Gemälden, Aquarellen und Zeichnungen)
- 1933 Bautzen, Stadtmuseum (vor allem mit Werken aus Italien)

#### Postum
- 2001 Spoleto, Palazzo Ràcani-Arroni („Umbrische Landschaften 1927 – 1940“)
- 2002 Bautzen, Taucherkirche

### Ausstellungsbeteiligungen
- 1933: Bautzen („5. Ausstellung der Arbeitsgemeinschaft der Lausitzer Bildenden Künstler“; mit dem Bild Schloss Ortenburg)[6]

- 1934: Dresden, Brühlsche Terrasse („Sächsische Kunstausstellung“)

- 1947 Bautzen, Stadtmuseum („Künstler sehen sorbisches Land“)
- 1948 Bautzen, 2. Jahresausstellung Lausitzer Künstler[7]
- 1949 Dresden, 2. Deutsche Kunstausstellung

#### Postum
- 1963 Bautzen, Stadtmuseum („Ihr Schaffen galt der Heimat“ – Gedächtnisausstellung Lausitzer Künstler)